# Gerrardina
Gerrardina är ett släkte av tvåhjärtbladiga växter. Gerrardina är enda släktet i familjen Gerrardinaceae.
Arterna är utformade som träd eller buskar. De utvecklar blommor av han- och honkön. Blommorna är vita och kronbladen är förenade med varandra. Hos arternas bildas röda bär som innehåller upp till fem frön.
Utbredningsområdet ligger i östra och södra Afrika från Tanzania till Sydafrika. Släktets medlemmar hittas vanligen vid skogarnas kanter eller i savanner. Släktets vetenskapliga namn hedrar den engelska naturforskaren William Tyrer Gerrard.
Arter enligt Catalogue of Life:
- Gerrardina eylesiana
- Gerrardina foliosa